# Onisimus turgidus
Onisimus turgidus is een vlokreeftensoort uit de familie van de Uristidae. De wetenschappelijke naam van de soort is voor het eerst geldig gepubliceerd in 1879 door Sars.